# Relação cêntrica
Em Oclusão, Relação cêntrica (Relação central; Posição de relação cêntrica; Posição de contato em retrusão) é a relação maxilomandibular na qual os dois côndilos aticulam-se com a porção avascular mais fina de seus discos respectivos com o complexo na posição mais anterior e superior, contra as eminências articulares. Essa posição é independente de contato dentário. É restrita a um movimento puramente rotatório sobre o eixo horizontal transverso; também designando a relação fisiológica mais retruída da mandíbula com a maxila, a partir da qual é possível a execução de movimentos laterais. Pode existir em vários graus de separação dos arcos, ocorrendo ao redor do eixo terminal de articulação.

## Conceito
Pelo conceito clássico, é a relação mais posterior da mandíbula com a maxila, na qual os côndilos se encontram numa situação mais posterior e mais mediana na fossa mandibular, a partir da qual movimentos laterais podem ser executados. Pelo conceito moderno, segundo Dawson, é a posição na qual os côndilos se situam mais superior e mais anteriormente na fossa mandibular e se relacionam mais com a eminência articular do temporal. Finalmente, pelo conceito atual, segundo Paiva, é a relação mais posterior da mandíbula com a maxila, na qual os côndilos se situam mais superior e anteriormente nas fossas mandibulares. É uma relação craniomandibular que independe do relacionamento dentário.